# Réserve naturelle du mont Catillo
La réserve naturelle du mont Catillo est une aire naturelle protégée créée en 1997 dans la région du Latium. Elle occupe une superficie de 1,319 ha dans les montagnes de Tivoli, dans la province de Rome. Son nom provient du mont Castillo.

## Caractéristiques
La réserve naturelle du mont Catillo a été créée par la province de Rome le 6 octobre 1997 sur une surface initiale de 200 hectares protégés, situés au nord-est de la ville de Tivoli jusqu'aux confins de San Polo dei Cavalieri. Agrandie petit à petit, elle s'étend aujourd'hui sur 1 320 hectares.

## Flore et faune
La réserve abrite 120 espèces botaniques différentes dont de nombreuses espèces « orientales » comme le Paliurus spina-christi, des arbres de Judée, aliboufier (unique en Italie), le charme d'Orient, la sous-espèce d'olivier européen Olea sylvestris (sauvage), une variété protégée d'asphodèles jaunes et une rare espèce d'orchidée en voie de disparition Ophrys tenthredinifera,. Une particularité botanique est la présence de chênes-lièges particulièrement rare, voire unique, sur un sol calcaire et non acide situé de plus loin de la côte. C'est en grande partie cette chêneraie-liège peu commune qui a permis la classification du site en réserve.
La faune présente dans la réserve est plus classique. Elle est composée pour les mammifères de sangliers, renards, fouines, belettes, hérissons, et divers rongeurs ; pour les oiseaux de faucons crécerelles, buses variables, chouette hulotte, chevêches d'Athéna et petit-ducs scops ainsi que de nombreux passériformes dont la mésange bleue ; pour les reptiles de couleuvres verte et jaune et de couleuvres à collier, de lézards (Podarcis muralis et Podarcis siculus).

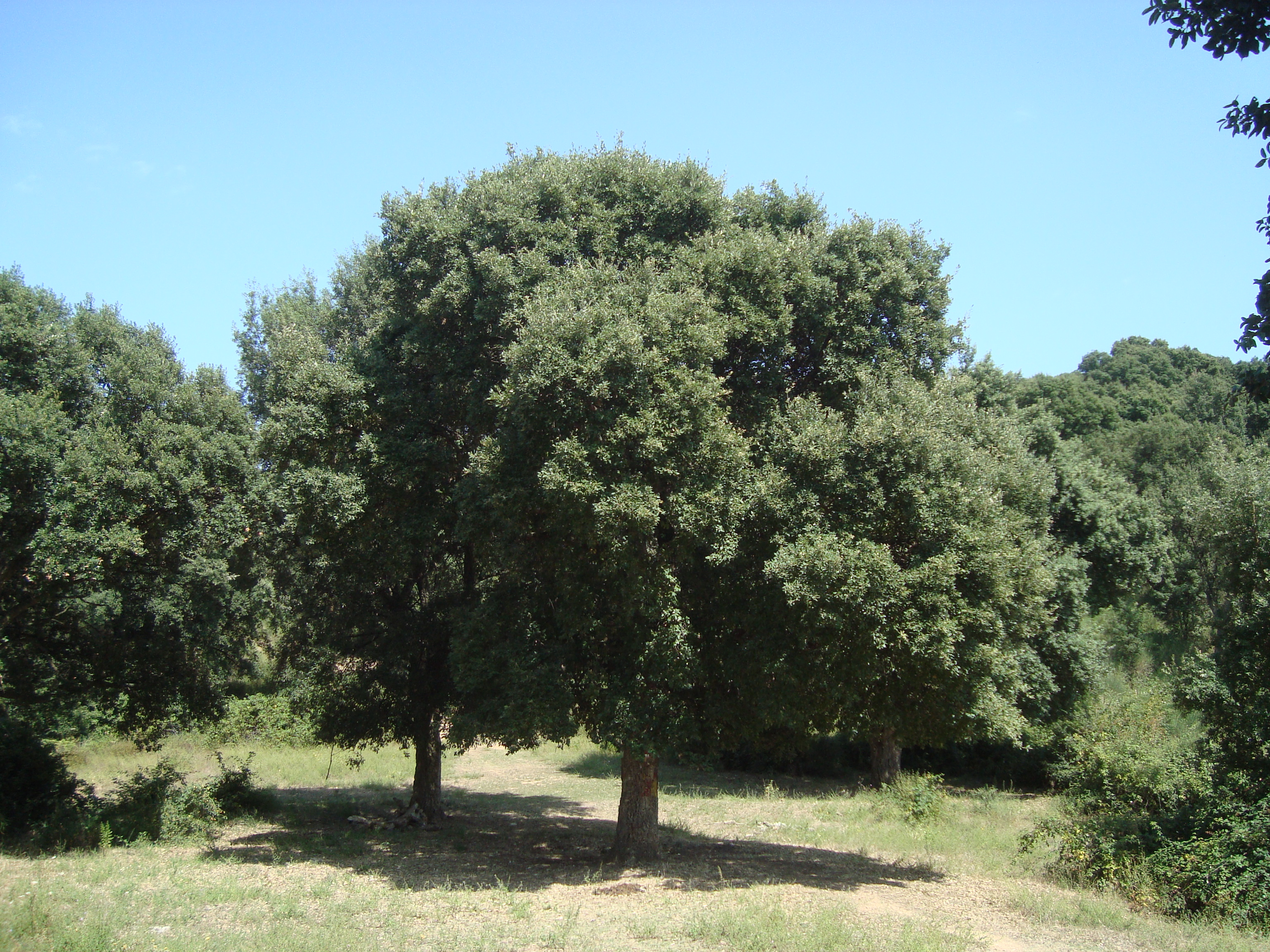
La chêneraie-liège de la réserve.
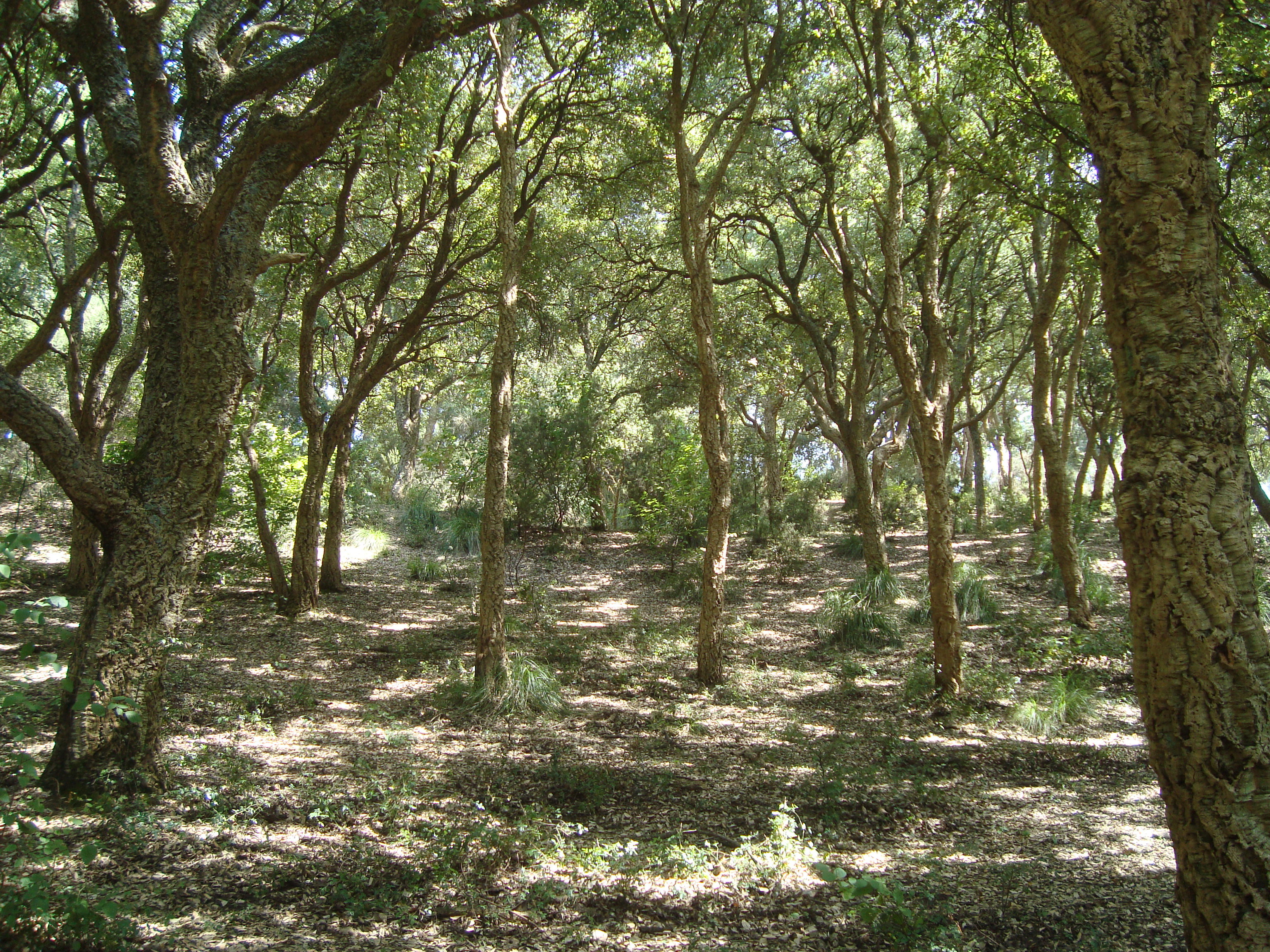
Intérieur de la chêneraie.
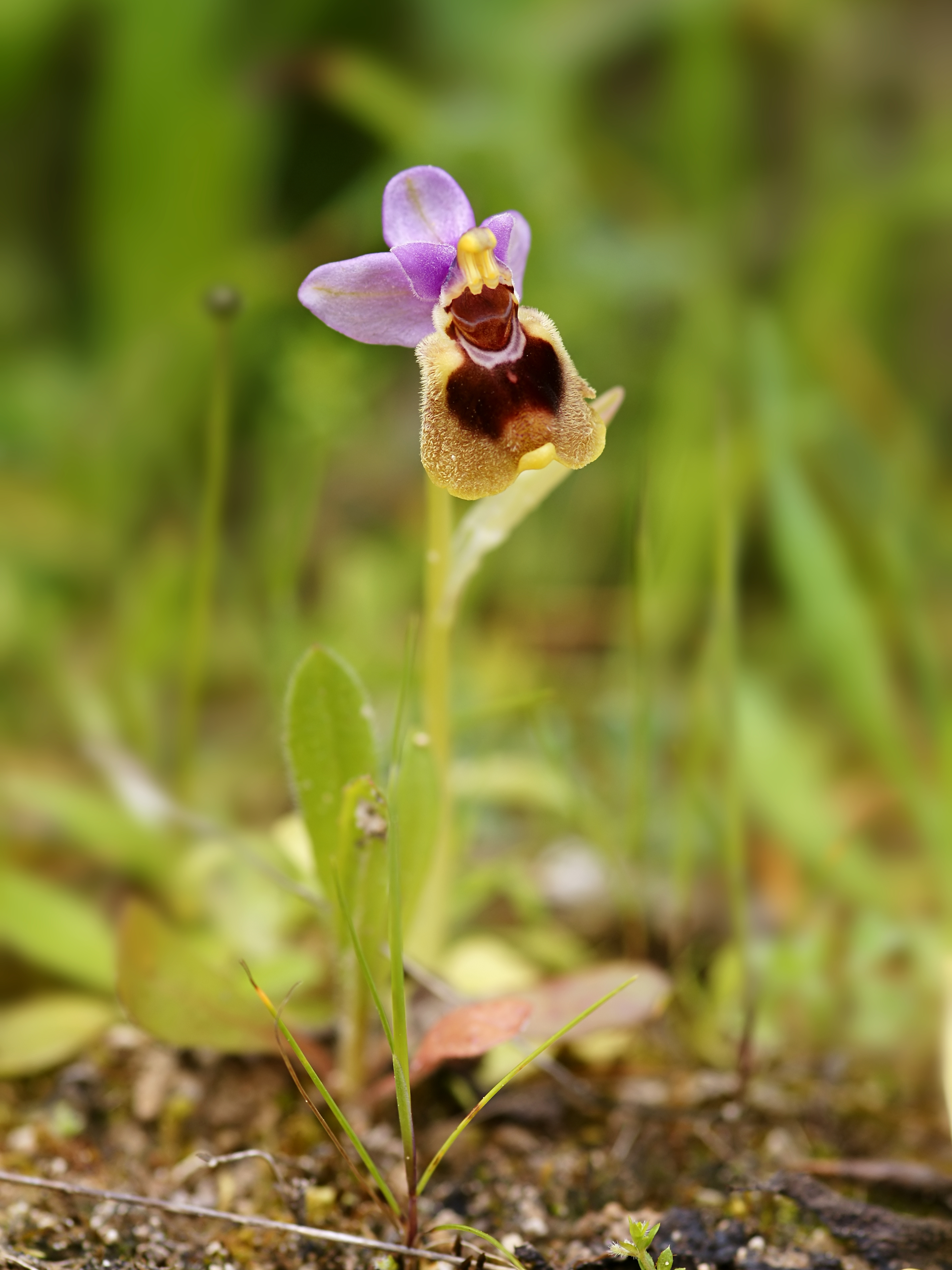
Ophrys tenthredinifera.
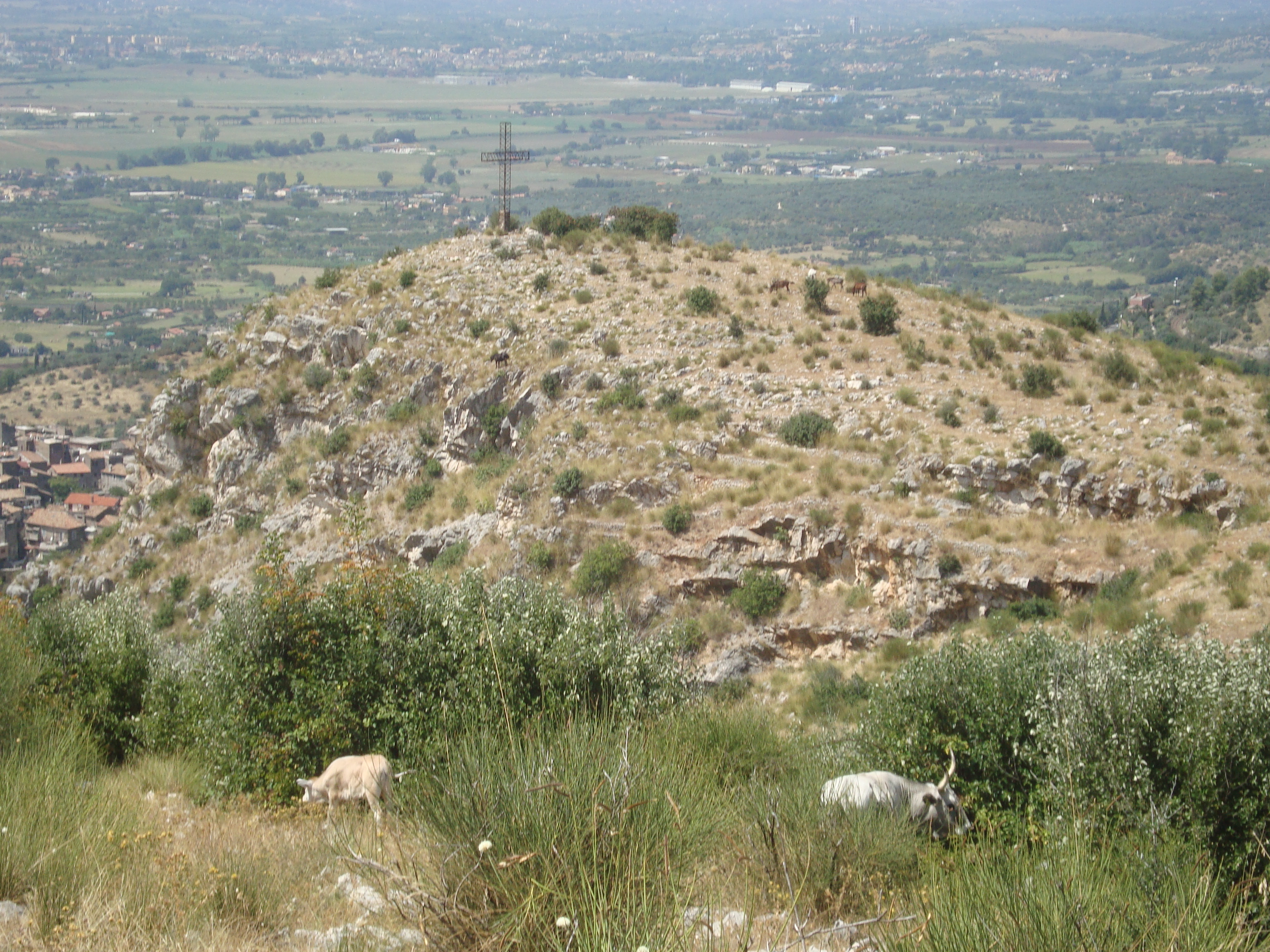
Vue de la réserve et du mont Catillo.